# حسن الحضري
حسن عبد الفتاح خلف حسين الحضري شاعر وكاتب وناقد أدبي، عضو اتحاد كتاب مصر، وعضو رابطة الأدب الإسلامي العالمية، وُلِد في مدينة سمالوط بمحافظة المنيا في صعيد مصر، يوم 29/ 10/ 1975، وتخرَّج في قسم اللغة العربية بكلية الآداب بجامعة المنيا، وعمل باحثًا ومحققًا وعضوًا باللجنة العلمية في عدد من المؤسسات البحثية، وتولى مناصب ثقافية رفيعة في بعض المؤسسات الثقافية داخل مصر، وله دور ملحوظ في الدعوة إلى النهوض بالثقافة في مصر من خلال مقالاته وتصريحاته ولقاءاته الإذاعية والتليفزيونية، ومن خلال دوره في بعض المؤسسات التي عمل فيها، ومنها:
- عضو اللجنة العلمية بمؤسسة اقرأ الخيرية.
- مساعد رئيس مجلس أمناء مؤسسة الحسيني الثقافية.
- مستشار مجلس إدارة مؤسسة الجبالي للثقافة.
كما تولى رئاسة لجان التحكيم في بعض المسابقات الأدبية، وشارك في تحكيم بعضٍ آخر، منها:
- المشرف العام على لجان تحكيم الشعر بمؤسسة الحسيني الثقافية.
- رئيس لجنة تحكيم مسابقة مدح الرسول بمؤسسة الجبالي للثقافة.
- المنسق العام لجائزة كشيدة.
- عضو لجنة تحكيم مسابقة القصة الومضة.
وشارك في عدد من المؤتمرات داخل مصر وخارجها، منها:
- مؤتمر العصف الذهني الثاني بمدينة الملك عبد الله الاقتصادية، في جدة بالمملكة العربية السعودية، في فبراير 2015 (عضوًا باللجنة العلمية).
- مؤتمر كشيدة الأدبي الأول في القاهرة، في مارس 2016 (أمينًا عامًّا للمؤتمر).
وحصل على بعض الجوائز ودروع التكريم وشهادات التقدير، منها:
- جائزة شعر الفصحى بكلية الآداب بجامعة المنيا سنة 1997
- جائزة الإبداع الشبابي لشعر الفصحى سنة 2002
- إحدى جوائز شعر الفصحى في مسابقة ديوان أم المؤمنين عائشة سنة 2011
- المركز الأول في مسابقة شاعر الرسول (شعر الفصحى) سنة 2012
اصطدم الشاعر حسن الحضري –كغيره من الأدباء والمفكرين- بخلافات حادة مع بعض المؤسسات الثقافية التي كانت تطلب منهم أن يدعموها من خلال شهرتهم في الوسط الأدبي والثقافي، حيث اكتشفوا أن هذه المؤسسات تسعى إلى تحقيق مصالح خاصة بها من خلال استغلال أسماء الأدباء والمفكرين والإعلاميين، فقام الحضري بمقاضاة هذه المؤسسات، واستصدر أحكامًا ضدها.

## شعره
يمتاز شعر حسن الحضري بجزالة اللفظ ومتانة التركيب وبراعة التصوير، حيث يُعد شعره امتدادًا حقيقيًّا للشعر في أزهى عصوره، وله قصائد رائعة في وصف الصحراء والصيد والمطر والبرق والرعد والحر والقيظ، وله قصائد غزلية بديعة، كما أن له قصائد فريدة في مدح النبي صلى الله عليه وسلم، كما استغل شعره في الدفاع عن لغة الضاد والدعوة إلى إحياء مآثرها، وغير ذلك من القضايا الحيوية التي تهم العروبة؛ ويُعد الشاعر حسن الحضري من الشعراء القلائل المحافظين على أصالة الشعر العربي في قالبه العمودي المتوارث، حيث يرى أن ما خرج من الكلام عن هذا القالب فقد خرج عن مسمَّى الشعر.

## استنباطاته العروضية
للشاعر حسن الحضري استنباطات وفوائد عروضية لم يذكرها السابقون، ذكرها الحضري في كتابه «القرآن الكريم يحدد ماهية الأدب»، وهي استنباطات تُعد إسهاماتٍ واضحة الأهمية في علم العروض، ومن شأنها التأكيد على ثوابت علم العروض ومقوِّماته، ومنها: أن بحر الرجز التام لا يأتي مخبول الضرب، كما أن بحر الرمل التام كان في أصله ثمانيَّ الأجزاء وإن كان المشهور منه السداسي؛ ويُعد كتابه هذا فريدًا في مادته، حيث استطاع من خلال الأدلة القرآنية، أن يثبت بطلان مذاهب الحداثة الشكلية في الشعر العربي، فانتصر بذلك لأصالة الشعر العربي الذي يمتاز بثوابته ومقوِّماته التي لا يمكن الانحراف عنها.

## أهمية كتابه «القرآن الكريم يحدد ماهية الأدب»
يُعد كتاب «القرآن الكريم يحدد ماهية الأدب» للشاعر والكاتب حسن الحضري، فريدًا في مضمونه وطريقة عرض مادته، فقد تناول الحضري في هذا الكتاب بطريقة علمية ومنهجية، أمورًا لم يتناولها أحد من قبله بهذه الطريقة، ومن ذلك:
- ذكر الحضري الأدلة العلمية على بطلان مذاهب الحداثة الشكلية في الشعر العربي.
- ذكر الحضري –بالدليل القرآني- التوجيه الصحيح لِمَا ورد على لسان النبي صلى الله عليه وسلم من مقولات ظنها بعضهم شعرًا وهي ليست بشعرٍ.
- ذكر الحضري الدليل العلمي على تحريم الجمع بين أكثر من قراءة في السورة الواحدة من سور القرآن الكريم، وهو أمر لم يتناوله أحد من قبله بهذه الطريقة العلمية.
- أكد الحضري بالدليل العلمي أن الحد الأدنى للشعر هو بيت تام وليس بيتين كما ذكر بعضهم.

## دواوينه ومؤلفاته المطبوعة[14]
بل دعوة يا فؤادي (ديوان شعر) دار التيسير 2005م، دار وعد 2012م.
تطاول ليلي (ديوان شعر) دار «الرايا» 2011م.
سلامٌ على تلك الديار (ديوان شعر) دار «الرايا» 2011م، ومكتبة الآداب 2016م.
همسات وأصداء (ديوان شعر) دار الجندي 2013م.
كتاب «الصحيح في علم العروض» دار الشمس 2013م.
نبضات في دجى الليل (ديوان شعر) مكتبة الآداب 2014م.
كتاب «القرآن الكريم يحدد ماهية الأدب» مكتبة الآداب 2015م.
كتاب «سطور من الواقع» مقالات نقدية.. مكتبة الآداب 2016م.
فلا تعتب عليهم (ديوان شعر) مكتبة الآداب 2017م.
بردة الأشواق (ديوان شعر) مكتبة الآداب 2018م.
كتاب «رؤى نقدية» مقالات نقدية.. دار يسطرون 2019م.
طائف الذكرى (ديوان شعر) دار يسطرون 2021م.
هي حكمةٌ لِله (ديوان شعر) دار يسطرون 2023م.
كتاب «شعراء الصعاليك بين التفاوت الطبقي والتوافق الفكري» دائرة الثقافة بالشارقة 2023م، دار المجلة العربية للنشر والتوزيع والترجمة بالرياض 2023م.
كتاب «الشعر العربي المعاصر بين المعايير والمحاذير» دار ديوان العرب 2024م.

## أعماله البحثية
أعد الشاعر حسن الحضري عشرات البحوث، وحقق عددًا من المخطوطات والمنظومات العلمية، في المجالات المختلفة، في عدد من دور النشر والمؤسسات البحثية، ونُشرت مجموعة من دراساته وبحوثه النقدية في عدد من المجلات العلمية والثقافية؛ ومنها:

## دراسات حول شعره[18]
- «حسن الحضري وشعراء عصره» د. عبد المجيد الإسداوي
- «حسن الحضري يعيد إلى الأذهان صورة شعراء الجاهلية» د. أحمد السعدني
- «الغنائية في شعر حسن الحضري» د. محمد نجيب التلاوي

## نماذج من شعره
قال حسن الحضري:
| تَطاولَ ليلي فلم أصطبرْ    |  | وبتُّ شجيًّا فلم أدَّثرْ      |
| وكيف وقد عاورَتني شجونٌ   |  | تفتُّ الأسى بفؤادي الوَجِرْ |
| ذكرتُ وصالَكِ قبل النَّوى    |  | وقبل أقاويلِ واشٍ دُحِرْ    |
| ففاضت دموعي وبان الكَرَى  |  | وأمكَنَ منِّي الجوى فاستمَرّْ |
| صدَقتُ الهوى وطرقتُ المنى  |  | فدانت إليَّ بما أنتظرْ    |
| وما العيشُ إلا وصالٌ وهجرٌ |  | وقبضٌ وبسطٌ وكرٌّ وفَرّْ      |
| فمِن كلِّ ذلك ما نال قلبي  |  | فعينٌ تفيضُ وأخرى تَقَرّْ    |
| فأمَّا التي هي فاضت فإني  |  | أذكِّرُها الصبرَ فيمن صبَرْ  |
| وأمَّا التي هي قرَّت فإني   |  | أذكِّرُها الدهرَ فيمن ذكَرْ  |
| فليس يضعضعُني عارضٌ       |  | وليس يغطرسُني ما يَسُرّْ    |

وقال:
| سلامٌ على تلك الدِّيار وأهلِها   |  | ومَن حلَّ فيها مِن مقيمٍ وظاعنِ     |
| وأخدارِ آرامٍ شُغِفتُ بحبِّها       |  | فخلَّفن قلبي بين صبٍّ وحائنِ       |
| بعثن سهام العين تخطِرُ بالقنا  |  | فأجرين دمع الهاديات الهواتنِ   |
| ألستَ تراني ساهم الطَّرف شاحبًا  |  | أعدُّ نجوم الليل خلف الظعائنِ    |
| طَرَقْنَ بسهمِ العين قلبي فلم يزل |  | يكابد أشواقَ المحبِّ المهادنِ     |
| فعالجنَنِي مِن أوَّلِ الليل نظرةً   |  | قطعتُ بها ليلًا طويل المراسنِ    |
| برزنَ مِن الأخدارِ ثُمَّ ولَجْنَها    |  | فألقينَ قلبي بين جمِّ المفاتنِ    |
| أنا الحضريُّ الصَّبُّ أرْدَتْه غُلَّةٌ    |  | مِن الشَّوق تجلو عن نُحورِ البهاكنِ |
| فرفقًا بهذا القلب يا قوم إنما |  | مضى بِسَناه كلُّ أحورَ شادنِ        |
| فأقسمتُ بالرحمن فاطرِ حسنِها    |  | ألمَّتْ بهذا القلب نظرةُ ماكنِ     |
| فمَن مُبْلِغٌ عني على الغيب مألُكًا |  | بفَيضِ هواها بين تلك المحاسنِ    |
| هو الحبُّ أرداني فما أنا صانعٌ  |  | وليس غويُّ القلبِ منه بآمِنِ       |
| وإنْ تسألي صِدقَ العهود فإنني   |  | صدوقٌ وفيُّ العهد لستُ بخائنِ      |
| تولَّهْتُها مِن بعدِ يومٍ وليلةٍ     |  | فدع عنك تسآلي بتلك الضغائنِ    |
| فلو كانت الصحراء تفصل بيننا  |  | ومِن دونِها الأنهار بين المدائنِ |
| لجاوزتُها غيرَ اتِّقاءٍ لِهُلْكَةٍ     |  | تُلِمُّ بنا مِن دونِ تلك القواطنِ    |